# Albizia retusa
Albizia retusa är en ärtväxtart som beskrevs av George Bentham. Albizia retusa ingår i släktet Albizia och familjen ärtväxter.

## Underarter
Arten delas in i följande underarter:
- A. r. morobei
- A. r. retusa